# Almogávar

... los almugavers cridaven: Desperta ferres!, Desperta! [...] Que us dire? La batayla fo molt fort et cruell; mas a la fin, tots los ffranchs levaren un crit e cridaren: Arago!, Arago!
... los almogávares gritaban: ¡Despierta hierro!, ¡Despierta! [...] ¿Qué os diré? La batalla fue muy fuerte y cruel; pero al fin, todos los francos levantaron una voz y gritaron: ¡Aragón!, ¡Aragón!

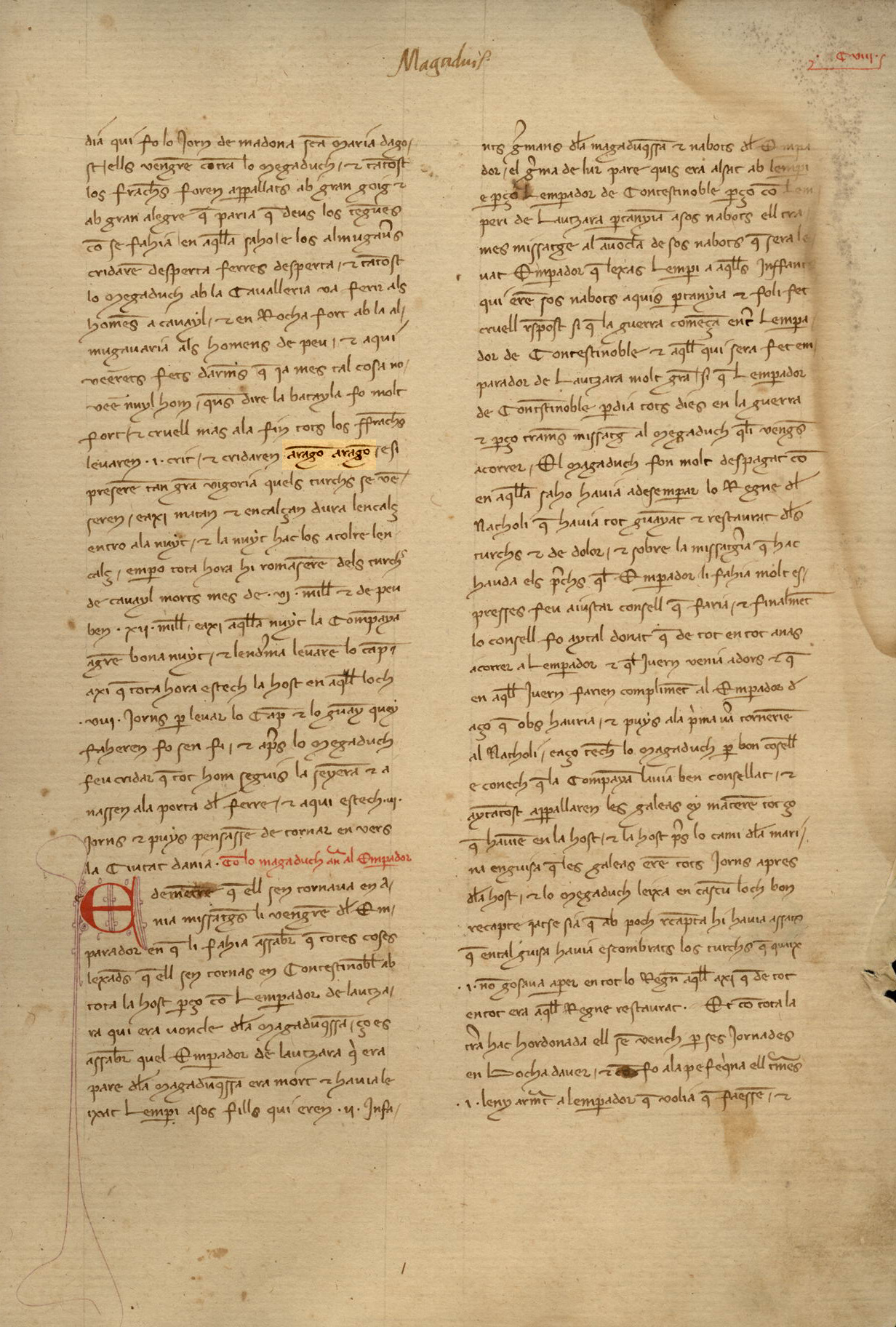
Folio 114r de la Crónica de Ramón Muntaner, donde se describen los gritos de guerra utilizados por los almogávares:... los almugavers cridaven: Desperta ferres!, Desperta! [...] Que us dire? La batayla fo molt fort et cruell; mas a la fin, tots los ffranchs levaren un crit e cridaren: Arago!, Arago!

Los almogávares (también, almogárabes) fueron unas tropas de choque, espionaje y guerrilla con origen en el Reino de Aragón de Alfonso I de Aragón, formadas principalmente por infantería ligera y especialmente conocidos por el brutal y activo papel que desempeñaron en la conquista aragonesa del Mediterráneo entre los siglos XIII y XIV.

## Etimología
Sobre el origen del nombre existen diversas teorías: tiene su origen en el árabe المغاور al-mugāwir («el que provoca algaradas») o en المخابر al-mujābir («el portador de noticias»), que en este contexto se traduce como «el que explora y comunica», y finalmente una tercera teoría sostiene que viene del adjetivo gabar, que se traduce como «orgulloso» o «altivo». Los nombres de sus grados militares también proceden del árabe.

## Origen sarraceno del término
El primer uso del término se sitúa en los territorios de Al-Ándalus en el siglo X, para referirse a pequeños grupos armados de sarracenos dedicados al saqueo y los ataques sorpresa. Así, la primera referencia histórica documental aparece en la crónica «Ajbar muluk al-Andalus» o Crónica del Moro Rasis, la historia de los reyes de Al-Ándalus, escrita entre 887 y 955 por Ahmad ibn Muhamad ar-Razí, conocido entre los árabes con el nombre de Al-Tariji (el Cronista) y entre los cristianos como el moro Rasis. En su crónica, el historiador de Qurtuba describe los territorios de Al-Ándalus, y al llegar al valle del Ebro, cita por primera vez en la historia la existencia de unas tropas llamadas almogávares presentes en la ciudad de Saraqusta:

Traducción al español contemporáneo: Y la ciudad de Saraqusta fue durante mucho tiempo cámara de los Almojarifes, y fue la escogida de los guerreros. Y cuando combatían la ciudad de Saraqusta, y combatían todos los alcalles y Almogávares, para ellos la escogían.
Ahmad ibn Muhammad al-Razi, Ajbàr mulùk Al-Andalus

La palabra almogávar también se usó durante los últimos siglos de la Reconquista, en la frontera de Granada, para designar a las partidas de salteadores moros que desde el Reino de Granada atacaban las localidades fronterizas del Reino de Murcia y del Reino de Valencia.

## Adaptación cristiana
Los aragoneses fueron los primeros cristianos documentados en adaptar esas estrategias y luchar como esos grupos de sarracenos conocidos como almogávares, por lo que finalmente acabaron siendo conocidos por el mismo nombre.
A pesar de que no existen crónicas coetáneas a los hechos del siglo XI o siglo XII, la primera vez que se menciona a unos almogávares cristianos es en un testimonio de Jerónimo Zurita en sus Anales de Aragón, que sitúa a los almogávares en época de Alfonso I de Aragón reforzando hacia 1105–1110 la fortaleza de El Castellar con vistas a la conquista de Zaragoza:

Gánase Tahuste. Guarda de almogávares. De allí fue discurriendo más adelante y tomó el lugar de Tahuste junto a las riberas de Ebro; el cual se ganó por la valentía y grande esfuerzo de don Bachalla. Y poco después comenzó a poner gente plática en la guerra y muy ejercitada en ella, que llamaban almogávares, en el Castellar para que estuviesen en frontera contra los moros de Zaragoza.
J. Zurita, Anales de Aragón, cap. XLI

«De las guerras que el emperador don Alonso [por Alfonso I el Batallador] hizo a los moros»

Alfonso el Casto, fiel a la amistad con el Reino de Castilla, fue en 1177 al asedio de al-madinat Kunka con un grupo de peones armados identificados con los almogávares en ayuda del monarca castellano.

### Origen socioeconómico
A causa de la invasión musulmana de la península ibérica, las guerras de la Reconquista y las campañas militares de Al Ándalus, los pastores cristianos de los valles pirenaicos se quedaron sin poder utilizar en invierno los valles que habían sido ocupados. Para poder seguir subsistiendo, estos pastores se tuvieron que organizar en bandas de salteadores y penetrar en los dominios enemigos en busca de lo necesario para la supervivencia de los suyos. Durante estas razzias, que solían ser de apenas unos pocos días, los almogávares podían vivir del terreno y dormir al raso. La instrucción necesaria para poder actuar en esta lid les venía dada de su antigua vida de pastores, ya que la mayoría de ellos se había criado entre las más agrestes montañas, donde la dureza del clima hacía que la tierra no regalara demasiados recursos y hubiera que aprovechar al máximo los pocos presentes.
Pero tras muchas generaciones llevando este nuevo tipo de vida a la que les habían empujado los invasores, parece claro que se formó un auténtico espíritu guerrero en estas comunidades de pastores, de forma que acabaron por no saber vivir de otra manera que no fuera haciendo la guerra. Este modo de vida, a medida que los reinos cristianos avanzaban hacia el sur, fue siendo adaptado por los habitantes de las zonas fronterizas con los territorios musulmanes. Asimismo está documentada la presencia de almogávares de religión islámica luchando junto a almogávares cristianos.

## Descripción

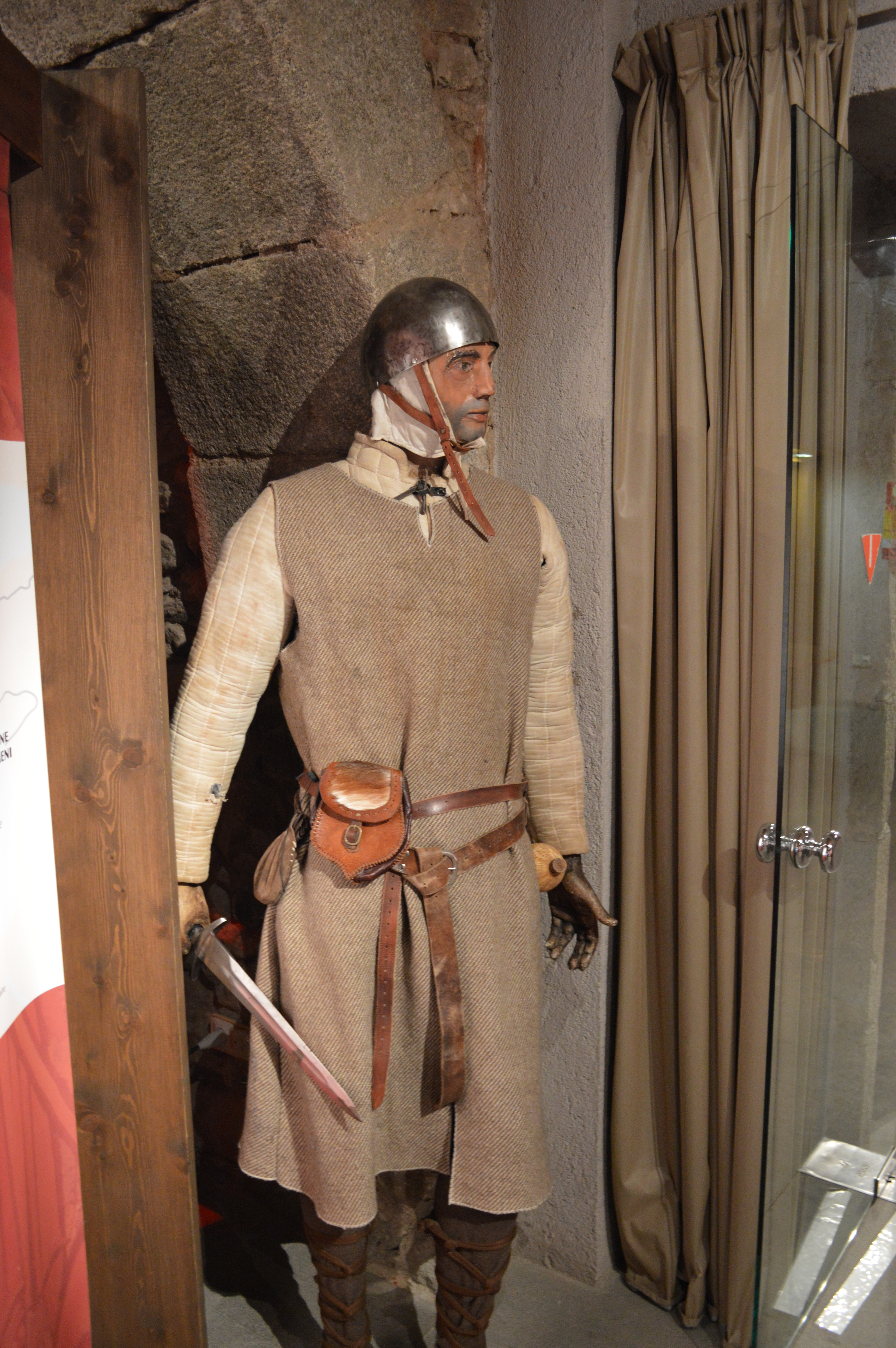
Reproducción de la indumentaria de un almogávar en la exposición «Els temps dels almogàvers. La crónica de Ramón Muntaner» en el Museo Etnológico del Montseny.

Se caracterizaban por ser tropas de choque de infantería que combatían a pie, con armas y bagajes ligeros, generalmente con una lanza corta (azconas), descrita como un chuzo afilado o un simple palo con un pincho de hierro, dos venablos que arrojaban con tanta fuerza que perforaban los escudos enemigos, un cuchillo largo (llamado coltell) y a veces un pequeño escudo redondo como única defensa. Con el tiempo también sumaron ocasionalmente un cubrecabezas (capells de rets) y cota de malla Su arma principal era el alfanje, especie de espada corta que llevaban colgando de una correa. Llevaban la barba crecida y vestían pobremente, únicamente un camisón corto (tanto en verano como en invierno), llevaban un grueso cinturón de cuero, calzas de cuero ajustadas en las piernas y calzaban abarcas de cuero. En un zurrón llevaban provisiones, principalmente pan, para 2 o 3 días, aunque por su tradición de lanzar correrías en territorio enemigo estaban acostumbrados a sobrevivir comiendo hierbas por igual periodo de tiempo. Además siempre llevaban consigo una buena piedra de fuego (pedernal), además de yesca, con la que antes de entrar en batalla solían golpear sus armas, por lo que estas echaban unas enormes chispas, que unidas a sus terribles gritos, aterrorizaban a sus enemigos. De gran valor y fiereza, aquellos procedentes de la Corona de Aragón entraban en combate al grito de «¡Desperta Ferro!», «¡San Jorge!» y «¡Aragón! ¡Aragón!».
Esta es la famosa descripción de un almogávar hecha por Bernat Desclot en su crónica llamada Libro del Rey Pedro de Aragón y de sus antecesores pasados:

Estas gentes que se llaman Almogávares no viven más que para el oficio de las armas. No viven ni las ciudades ni las villas, sino en las montañas y los bosques, y guerrean todos los días contra los sarracenos: y penetran en tierra de sarracenos una jornada o dos, saqueando y tomando sarracenos cautivos; y de eso viven. Y soportan condiciones de existencia muy duras, que otros no podrían soportar. Que bien pasarán dos días sin comer si es necesario, comerán hierbas de los campos sin problema. Y los adalides que los guían conocen el país y los caminos. Y no llevan más que una gonela o una camisa, sea verano o invierno, y en las piernas llevan unas calzas de cuero y en los pies unas abarcas de cuero. Y traen buen cuchillo y buen correa y un eslabón en el cinto. Y trae cada uno una buena lanza y dos dardos, así como una panetera de cuero a la espalda, donde portan sus viandas. Y son muy fuertes y muy rápidos, para huir y para perseguir; y son catalanes y aragoneses y serranos.
 Bernat Desclot, Libre del rei en Pere e dels seus antecessors passats, cap. LXXIX.

Sin embargo, hay que tener en cuenta que estas descripciones no son exhaustivas y que la descripción de los almogávares, tanto en vestimenta, como armamento e incluso forma de vida, diferían en mayor o menor grado según su localización geográfica y época. Así, la descripción anteriormente hecha de los almogávares, en las que se les relata como gente que vivía no en los pueblos, sino en zonas de difícil acceso como bosques y montañas, así como la descripción de su armamento, solo hacen referencia a los almogávares de la época señalada, y probablemente de los siglos anteriores. Los últimos almogávares, los que entre la segunda mitad del siglo XV hasta el XVI tuvieron su ámbito de actuación en la frontera de Granada, eran vecinos de las localidades allí presentes, bien conocedores del terreno, que hacían algaradas contra territorio granadino.
Sus características básicas eran la dedicación permanente a la guerra, no exactamente como profesión, sino como forma de vida, adaptada perfectamente a las condiciones de la frontera con pueblos sarracenos, la remuneración, basada en el saqueo y en la venta o rescate de prisioneros, la frugalidad y la resistencia a las fatigas; armamento ligero y la organización jerárquica.

Los hace invencibles su solo aspecto y con sus propios cuerpos confirman las mutilaciones de la Hidra. Claro que ni estas ni la privación de miembros contiene su empuje, sino que si les cortas una mano luchan con la que les queda, si les cortas las dos luchan con los pies, no sintiendo la falta de miembros, sino solamente el no poder usar su destreza, (...). Hasta tal punto no dan ningún valor al morir en combate y salir con el cuerpo ileso del choque de las armas que muchas veces incluso consideran esta suerte como un ultraje a su impetuosa furia, sin que nada baste para detenerlos...
Theodulus Monachus

## Requisitos y grados militares
Las cualidades que debía reunir un almogávar fueron recopiladas por el rey Alfonso X en las Siete Partidas, entre las que se encontraban la buena forma y resistencia física, así como la agilidad. También en esta obra jurídica se encuentra la codificación de sus rangos.

### Adalid
Del árabe dalil (دليل guía, conductor), era el grado más alto de la tropa almogávar. Significaba al-dalla, «enseñar el camino». Se le requería sabiduría, esfuerzo, inteligencia y lealtad, para poder guiar a las huestes por los caminos adecuados y evitar peligros, así como conocimiento del terreno para saber de lugares seguros donde guarecerse, con agua, leña y hierba suficiente y saber rastrear los pasos del enemigo. Entre sus funciones estaba preparar y organizar las expediciones y la facultad exclusiva de juzgar todo lo relativo a las algaras, y su estatus social era similar al del caballero. Para nombrar adalid, se juntaban doce adalides y en falta de alguno de estos, otros oficiales de graduación, y juraban en manos del rey que el candidato tenía las circunstancias necesarias para el desempeño de este empleo. Hecho el juramento, el rey u otro en su nombre le daba una espada y se la ceñía. Entonces se ponía de pie sobre un escudo; el rey o su representante le desenvainaba la espada y se la ponía en la mano. Los adalides le levantaban en alto colocándole de cara al oriente y el electo dando al aire un tajo y un revés con la espada, hacía la forma de la cruz y decía:

Yo N. desafío en el nombre de Dios á todos los enemigos de la fe, é de mi Señor el Rey é de su tierra.

Ejecutando lo mismo hacia los otros tres puntos cardinales de la tierra. Concluida esta ceremonia, envainaba su espada y el rey le decía:

Otórgote que seas adalid de aquí adelante.

Una vez nombrados, los adalides aparecen casi siempre citados con la fórmula «adalid del rey», lo cual parece indicar que estaban ligados a los monarcas, a menudo de forma simplemente honorífica pero otras veces también efectiva, ya que incluso en tiempos de paz encontramos que algunos estaban al servicio del rey formando parte de su escolta. Los adalides gozaban de unos derechos similares a los de la baja nobleza y aunque en principio era un cargo de carácter vitalicio, desde finales del siglo XIV se convirtió en hereditario, lo cual acercó aún más al adalid a los grados inferiores de la nobleza. Iban montados a caballo.
En caso de desaparecer el adalid, las tropas quedaban al mando del contratante –usualmente un ricohombre o un caballero que a veces los dirigían, pero los almogávares siempre conservaban su autonomía– y si aquel también fallecía o era capturado, pues los almocadenes formaban una asamblea militar para comandar la hueste. Los adalides formaban un Estado Mayor y tenían por objetivo procurar el avituallamiento y juzgar las disputas dentro de la hueste.

### Almogávar a caballo
Grado intermedio entre el adalid y el almocadén documentado en Castilla.

### Almocadén
Del árabe al-mucaddem, «el capitán», «el que dirige». Era un grado más bajo y capitán de los grupos autónomos de almogávares, para el que se exigía ser conocedor de la guerra y de guiar a su grupo, tener motivación y saber motivar a sus compañeros, así como ser ligero para ser más rápido y poderse esconder con facilidad, además de ser leal, tal y como se establece en el Título XII, Ley V de las Partidas:

Almocadenes llaman ahora a los que antiguamente solían llamar caudillos de las peonadas, y estos son muy provechosos en las guerras; y en lugar pueden entrar los peones y cosas acometer, que no los podrían hacer los de a caballo. Y por ello cuando hubiere allí algún peón que quiera ser almocadén, ha de hacer de esta manera: venir primeramente a los adalides y mostrarles por cuales razones tiene que merecerse de serlo; entonces ellos deben llamar doce almocadenes y hacerles jurar que digan verdad si aquel que quiere ser almocadén es hombre que tiene en sí estas cuatro cosas: la primera que sea sabedor de guerra y de guiar los que con él fueren; la segunda, que sea esforzado para acometer los hechos y esforzar a los suyos: la tercera que sea ligero, pues esta es cosa que conviene mucho al peón para poder pronto alcanzar lo que hubiere que tomar, y otrosí para saberse guarecer cuando lo fuese gran menester; la cuarta es que debe ser leal para ser amigo de su señor y de las campañas que acaudillare. Yesto conviene que tenga en todas maneras el que fuere caudillo de peones.

El almocadén era un almogávar de experiencia demostrada que era aceptado como líder por los almogávares de su grupo. Al igual que los dos grados anteriores, parece ser que también iba montado a caballo, aunque solo tenemos la referencia de dos almocadenes a caballo y no es seguro que siempre fuera así.

### Almogávar
También llamado hombre de campo o peón en Castilla, se trata del rango más bajo y el que formaba el grueso de la hueste. Tal y como establece la ley VI, Título XII de las Partidas, para ser elegido adalid era necesario haber sido antes almogávar a caballo, y para ser éste, previamente ser almocadén, y para ser almocadén, antes almogávar.

## Transcendencia militar histórica
Los almogávares fueron considerados como una de las mejores infanterías de su época. En una época donde la caballería era el arma predilecta de los ejércitos y donde el modelo del ideal caballeresco era el mítico a seguir, los almogávares utilizaban el terreno a su favor, luchaban de noche, iban siempre de pie y no usaban coraza, lo que les daba una gran movilidad. Ramon Llull les daba tanta importancia como a los ballesteros y los caballeros de armadura pesada, y a su modo de ver el único camino para combatir eficazmente al islam y recuperar Tierra Santa era comenzar la guerra por la frontera hispánica y después de derrotar a los moros de al-Ándalus, pasar al norte de África e ir avanzando progresivamente hasta llegar al Levante, considerando a los almogávares como una pieza clave en su plan. En el año en que escribió su crónica (1315) los almogávares estaban en el apogeo de su fama, y habían alcanzado renombre a lo largo del Mediterráneo por sus gestas en Túnez, Sicilia y en la Gran Compañía Almogávar.
Los almogávares solían combatir en grupos autónomos y pequeños, de cinco a quince hombres, cuando efectuaban incursiones de frontera, ya que contaban con la sorpresa. En tiempo de guerra abierta, los grupos se hacían más numerosos y encontramos menciones de veinte o treinta compañeros por grupo. También, muy raramente, algunos almogávares participaron en operaciones marítimas de corso contra los granadinos.
También hay que destacar que no eran exactamente un ejército, sino que formaban un estilo de vida muy duro, y no solían tener ningún oficio: todo lo tomaban de las incursiones, por lo que eran una gran molestia en tiempos de paz para cualquier dirigente. La ocupación primordial de estos grupos era llevar a cabo pequeñas incursiones en tierra enemiga con el objetivo de tomar ganado y cautivos y luego venderlos. En tiempos de guerra, estas actividades eran fomentadas por los reyes y nobles locales, quienes renunciaban al quinto real sobre el botín obtenido.
Nacieron de la violencia de frontera entre el mundo islámico y el cristiano, y de hecho a menudo eran la causa de las tensiones fronterizas. La frontera con los sarracenos, poco atractiva para gente que deseaba una vida de trabajo tranquila, era refugio de aventureros, de gente que sentía gusto por la vida arriesgada y que vivía de los golpes de mano y del saqueo sobre tierra enemiga. Durante las guerras se ponían al servicio del ejército, la mayoría de las veces sin sueldo, pero con derecho al botín y a ser alimentados.

### Tácticas
Su misión era reconocer el terreno por donde avanzaba el ejército ubicándose en la vanguardia y los flancos, acosar al enemigo, atacar por sorpresa sus guarniciones e interceptarles sus convoyes. Preferían combatir en orden abierto, aunque de encontrarse en apuros podían formar una masa compacta para rechazar las repetitivas cargas de la caballería, como sucedió frente a los moros en Alcoll.
Los almogávares actuaban como peones y podían ser sirvientes, actuando en colaboración con la caballería, pero a diferencia de otras tropas de infantes medievales, no requerían el apoyo de los jinetes, siempre conservaban su autonomía y eran una milicia permanente, porque su modus vivendi era el hacer algaras o correrías en territorio fronterizo. En las compañías de mercenarios, aparte de los almogávares o scutíferi, había unidades de «caballeros, infantes, ballesteros, scudars, hombre de caballo a la jineta y los hombres que cuidaban el armamento de las galeras», cada una con una misión específica y que debían coordinarse en el campo de batalla.
Por esto último, siempre iban con armamento ligero, para moverse con presteza durante las algaradas que fácilmente podían durar 2 o 3 días antes de siquiera llegar a pueblos con un botín apetecible. Por lo mismo, sus largas marchas eran prueba de su capacidad de resistencia, velocidad y frugalidad. A causa también de sus tácticas, los almogávares tenían esa estructura jerárquica tan simple con soldados comunes, oficiales –almocadenes– y cabecillas –adalides–.
En la Europa de aquellos tiempos la caballería pesada recubierta de hierro era la fuerza de choque dominante, por lo que sus tácticas resultaban una innovación; a los almogávares les incomodaba montar a caballo, siempre luchaban a pie. Lo primero que hacían era arrojar sus azconas y venablos sobre los caballeros, atravesando con sus potentes tiros a distancia sus corazas y escudos, pero sobre todo hiriendo de muerte a los caballos. También se introducían en plena carga enemiga y cortaban los corvejones de los animales con sus cuchillos, o bien los empalaban con sus azconas hasta reventarlas. En el combate cuerpo a cuerpo no dudaban en usar sus mazas o espadas cortas para destripar a los caballos. Cuando las monturas se derrumbaban agónicas y dejaban atrapados a sus jinetes, se producía un combate cuerpo a cuerpo muy cerrado en que la azcona –si aún servía– era inútil y se abalanzaban sobre los caballeros con sus coltel para asesinarlos.

## Presencia en la Corona de Aragón
Los almogávares de la Corona de Aragón son los más conocidos debido a sus gestas y proyección internacional, tanto en la expansión mediterránea como en la Gran Compañía Almogávar.
Formaban una hueste numerosa, puesto que Pedro III el Grande (1276-1285) llevó a unos mil quinientos en sus expediciones a Túnez y Sicilia, y lucharon también en tierras aragonesas durante la Cruzada contra la Corona de Aragón bajo mando del italiano Roger de Lauria, participando en la batalla del collado de las Panizas.

### Conquista
Los almogávares aragoneses, catalanes y más tarde valencianos tuvieron un importante papel en el avance de la Corona de Aragón frente a los estados islámicos, participando además de incontables correrías, en la Reconquista de Zaragoza (1118), batalla de las Navas de Tolosa (1212), en la cruzada contra Mayurqa (1229-1232) y en la conquista de Balansiya (R Valencia) (1233-1245). En 1232, huestes almogávares tomaron los estratégicos enclaves de Ares y Morella, abriendo las puertas a la conquista de Valencia, y durante el Sitio de Valencia, 150 almogávares tomaron el poblado de Ruzafa (actualmente barrio), de gran importancia estratégica para la toma de la ciudad y lugar donde Jaime I situó su cuartel general. En 1240, tras varios intentos fallidos, una coalición de caballeros calatravos y un importante contingente almogávar lograba apoderarse de la ciudad de Villena, localidad ubicada en territorio reservado a Castilla según el Tratado de Cazola, lo que desencadenaría una serie de tensiones que acabaron con la firma del nuevo Tratado de Almizra. Cuando en 1264 se produjo la rebelión mudéjar en Murcia y Jaime I acudió a este reino en auxilio de su yerno, dice en su Crónica que estando en Orihuela estudiando la forma de tomar la capital para acabar con la rebelión, «en la media noche vinieron dos almogávares de Lorca y llamaron a la puerta» para avisarle que desde Lorca habían divisado un gran contingente de moros que se dirigía hacia Murcia.

### Guerras italianas
En apoyo a los rebeldes de las Vísperas Sicilianas, que se habían levantado contra los franceses, en 1282 la Corona de Aragón envió a Sicilia a los almogávares, quienes son descritos en las crónicas de Desclot como ennegrecidos por el sol, sudados y sucios, lo cual causaba rechazo entre la población de Palermo. Las fuentes dicen que entre cuatro y diez millares de almogávares fueron transportados a Sicilia. Tal vez hasta quince mil con refuerzos posteriores.
Cuando Jaime II renunció al dominio aragonés de Sicilia en 1295 en la Paz de Anagni para poder aliarse con sus antiguo enemigos (el rey de Nápoles Carlos II de Anjou II y el Papa) su hermano Federico no quiso abandonar la isla. Los ejércitos que corrían por Sicilia y Calabria se posicionaron por uno u otro, muchos de los que lo hicieron por el rey Jaime se pusieron al servicio de los Anjou y la liga güelfa toscana y se quedaron guerreando por los estados de la península italiana, llegando a luchar contra el emperador Enrique VII en 1312. Destacaron los caudillos Dalmau de Banyuls y el aragonés Diego de Larra. El primero formó una compañía de ochocientos o mil caballeros y de mil quinientos peones al servicio de Venecia para recuperar el dominio de Zadar, ciudad sublevada en 1313. Sin embargo, hay que tener en cuenta que no todos los que formaban los ejércitos procedentes de la Corona Aragón, y que más tarde formaron la Gran Compañía Almogávar, eran almogávares. Había también un gran número de los llamados «desertores del arado», muchos de ellos pastores del Pirineo aragonés y catalán, que se alistaron siendo adolescentes, además de italianos, gallegos, asturianos y navarros.

### Expedición en Anatolia
Tras combatir en la Reconquista y en el sur de la península itálica, realizaron sus gestas más importantes en Oriente, principalmente en el Imperio bizantino durante el siglo XIV. La expedición de los almogávares al Imperio bizantino es fruto de tres situaciones:
- Federico II de Sicilia quería deshacerse de los almogávares, ya que estaban causando desórdenes en la isla al haberse quedado sin ningún cometido tras firmarse la paz de Caltabellota (1302). Este acuerdo puso fin a las luchas entre la casa de Anjou y la de Aragón, dejando Nápoles para Carlos II de Anjou y Sicilia para Federico.
- Después del mismo acontecimiento, el antiguo templario Roger de Flor (Brindisi 1266 (?)- Adrianopolis 1305) tenía interés en no ser entregado por sus antecedentes en manos de sus adversarios, ya que Federico tenía muy buena relación con la Santa Sede y tuvo miedo de que la orden del Temple lo reclamara.
- El emperador bizantino Andrónico II Paleólogo tenía urgente necesidad de tropas para conjurar el peligro turco que avanzaba desde Asia Menor.

Se forma así la Gran Compañía Almogávar teniendo al frente a Roger de Flor, que pidió esposa y el título de Mega Dux, al emperador bizantino, lo cual le fue concedido. La expedición zarpó de Sicilia en el verano de 1302 contando con treinta y seis naves, mil quinientos jinetes entre caballeros y escuderos pero sin caballos, cuatro mil almogávares y mil peones, sin contar los marineros, «galeolas», mujeres e hijos que los acompañaban. Posteriormente se les unirían Bernat de Rocafort con dos galeras, doscientos caballeros (aunque sin caballos) y mil almogávares en 1304; Berenguer VI de Entenza con trescientos jinetes y mil almogávares en 1305; y Fernando Jiménez de Arenós (también llamado Fernán Ximénez de Arenoso) con una galera y ochenta almogávares en 1306. En la batalla de Galípoli (1305) eran doscientos seis jinetes y 3307 infantes. Tras el asesinato de Flor eran apenas 206 jinetes y 1256 infantes en península de Galípoli.
Estimaciones más modernas hablan de dos mil jinetes y diez mil infantes aragoneses, catalanes y valencianos combatiendo en la Gran Compañía Almogávar de Oriente, número elevado a dieciocho mil si se consideran auxiliares y los tripulantes de las dieciocho galeras, cuatro grandes navíos de guerra y «multitud de otras pequeñas», la mayor parte de los hombres eran veteranos de la guerra en Sicilia. Según estos estudios aquellos «Almugauers, según Muntaner, ó Almugávares, como los llama Moncada» aunque «llamados generalmente Almogávares» eran mil quinientos caballeros, dos mil hombres de «gente menuda y tripulación de las naves» y cuatro mil almogávares propiamente tales. A los traídos por Roger se sumaron doscientos caballeros y dos mil almogávares con Rocafort y trescientos caballeros y dos mil almogávares con Entenza.
Tras su llegada a territorio bizantino, y tras una escaramuza con unos genoveses que deja a tres mil de ellos muertos, entran en batalla contra los turcos, terminando con la vida de unos trece mil (todos los varones mayores de diez años, no se hacían prisioneros). Prosiguen obteniendo grandes éxitos en su lucha, tomando Filadelfia, Magnesia y Éfeso, y obligando a los turcos a retirarse en Cilicia y en Tauro. Ramón Muntaner, uno de los integrantes de la expedición, narra en su Crónica de los Almogávares que en la batalla de Monte Tauro se enfrentaron a un ejército de unos cuarenta mil turcos, que se retiraron tras perder aproximadamente dieciocho mil hombres.
Sin embargo, luchas de poder y problemas de avituallamiento hacen que se encaminen hacia Tesalia, que un siglo antes había caído en manos de barones francos tras la Cuarta Cruzada, y no había sido recuperada por los emperadores de Nicea al tomar Constantinopla.
En 1304, el emperador de Bizancio nombra «César» a Roger de Flor, lo cual fomenta las intrigas palaciegas. Tras pasar el invierno en Gallípoli, planean regresar a su lucha contra los turcos, pero Miguel, hijo del emperador, invita a Roger de Flor a una celebración en su honor en Adrianópolis. A Roger le dieron el título de César a cambio de desmovilizar el grueso de su ejército y reducirlo a mil almogávares, pero no lo cumplió. Tras los festejos, unos mercenarios alanos contratados para tal efecto asesinan a Roger de Flor y a la guardia que lo acompañaba: era el 4 de abril de 1305. Confiaban que los almogávares, sin líderes, se rindieran. Estos, hacen justo lo contrario, comienzan la llamada «venganza catalana», arrasan pueblos y aldeas y derrotan a los griegos. Los almogávares repelieron ferozmente ataques de los bizantinos y saquearon toda Grecia, especialmente la Tracia a los gritos de «Aragón, Aragón», «Sant Jordi» y «Desperta Ferro». Pasado un tiempo fundaron los ducados de Atenas y Neopatria. Alarmado el Emperador, manda un gran ejército contra ellos, pero los almogávares se alzan con la victoria, matando a unos veintiséis mil bizantinos. A continuación persiguen a los mercenarios alanos, asesinándolos a todos menos a sus mujeres: ocho mil setencientos muertos.

### Los almogávares y el ducado de Atenas
Terminada su venganza, los almogávares forman un consejo de gobierno y son contratados por el duque de Atenas para luchar contra los griegos. Sin embargo, una vez realizado el trabajo, el barón franco se niega a pagarles y los almogávares se enfrentan a él, derrotándolo en la batalla del río Cefiso (1311) y toman posesión del ducado en nombre del rey de Aragón, negándose a devolverlo al teórico legítimo heredero del barón. El Papa los insta a devolver el territorio, pero al negarse, los excomulga en 1318.
En este periodo, los almogávares aprovechan para ampliar sus territorios con Neopatria (las tierras del duque de Tesalia, muerto sin descendencia), pasando estas tierras al control de la Corona de Aragón.
En 1331, un fuerte ejército armado en Francia con el beneplácito del Papa intenta recuperar Atenas, pero es derrotado. El dominio de los reyes de Aragón sobre estos ducados se mantuvo hasta 1391.
Sus caudillos más importantes fueron Roger de Flor, Bernat de Rocafort y Berenguer de Entenza.

### Etapa final
Los almogávares aragoneses se distinguieron también en la guerra contra Castilla (1296-1304), donde participaron en número considerable, si bien en el siglo XIV su número bajó drásticamente a causa del fin de las grandes guerras de expansión y de la marcha de un gran número de ellos para tomar parte en la expedición de Pedro el Grande a Sicilia, de los cuales muchos ya nunca volvieron sino que siguieron peleando en Italia enrolados en los ejércitos güelfos o marcharon hacia Bizancio enrolados en la Compañía Almogávar.
El vacío que dejaron nunca se volvió a llenar, aunque aún estuvieron presentes de forma reseñable en la cruzada contra Almería (1309), en las campañas de Granada (1330-1334), contra el rey de Mallorca (1343-1344), en las expediciones a Cerdeña (1353, 1354 y 1367), y aún otra vez contra Castilla (1356-1369), pero en esta última ya no integraban el grueso de la infantería sino que eran más bien unidades especiales para incursiones peligrosas y exploradores. El 1384-1385 algunas partidas reducidas de entre treinta y cien almogávares participaron en la guerra contra el conde de Ampurias. Poco después defendían el Condado de Barcelona del intento de invasión del conde de Armagnac en 1390 y el nuevo intento del conde de Foix del 1396 hasta 1397. Durante el siglo XV aún hubo grupos de almogávares en las guerras italianas de Alfonso el Magnánimo.

## Presencia en la Corona de Castilla
La presencia de almogávares en Castilla, pese a ser más desconocida, está bien documentada y tuvieron un importante papel tanto en la conquista de Andalucía como en la frontera de Granada. Además de la mención anteriormente citada en las Partidas de Alfonso X, también son mencionados en la Cantiga 374 del mismo autor, donde se relata como un grupo de almogávares no lograban nada en sus algaradas hasta que decidieron hacer una vigilia en la capilla del Alcázar, después de la cual salieron en cabalgada y obtuvieron victoria con un buen botín, entregando a la Virgen un paño de púrpura de oro.

### Reino de Jaén
Este lugar fue durante largos años un lugar de correrías por parte de almogávares de estirpe aragonesa, navarra y vasca, especialmente en lugares como Pegalajar, Cambil, Huelma y Arenas. Al norte del castillo de esta localidad existe una zona que fue conocida como Campo de Almogávares

### Conquista de Córdoba
El inicio de la conquista de la ciudad de Córdoba por parte de almogávares es relatado por Argote de Molina:

En el año 1235, los ricos hombres e hijos-hidalgos Adalides y Almogávares (que estaban en la frontera de este reino) ayuntáronse en Andújar e hicieron entrada en tierras de Córdoba, en que cautivaron algunos moros, de los cuales tuvieron aviso cómo la ciudad de Córdoba estaba muy descuidada, y que no se velaba ni recelaba de los cristianos.

Ante esta noticia tan favorable, se reúnen, Martín Ruiz de Argote, Domingo Muñoz, Diego Muñoz, Diego Martínez el Adalid, Pedro Ruiz de Tafur, Álvaro Colodro y Benito Baños, y acuerdan asaltar uno de los arrabales de Córdoba, dando aviso a Don Alvar Pérez de Castro .

Llegaron a Córdoba en la noche del 23 de diciembre de 1235, con gran audacia, sigilo y destreza montaron unas escalas trepando por ellas disfrazados de moros apoderándose de la hoy conocida Puerta del Colodro. El primero en trepar la muralla fue Álvaro Colodro, siguiendo a continuación sus compañeros de armas. Fue tal el éxito conseguido, que alcanzaron otras torres hasta llegar a la Puerta del Martos, quedado conquistada la Ajarquía cordobesa, hasta el 29 de junio de 1236 en que Córdoba se rinde a Fernando III.

### Frontera de Granada
Los almogávares tuvieron una presencia destacada en la frontera de Granada, donde sus filas se nutrían de vecinos de las localidades fronterizas y aventureros en busca de botín en el reino de Granada. En otras ocasiones, la motivación que les llevaba a convertirse en almogávares era la venganza. Las brutales razzias de benimerines y zenetes procedentes del Norte de África, que afectaron sobre todo a la parte occidental de la frontera, causaron la destrucción de poblaciones enteras y la esclavitud de sus habitantes, lo que llevó a los supervivientes, sin esperanzas y con sus vidas truncadas, a reagruparse en partidas de almogávares comandadas por almocadenes, que hicieron de su nueva vida un constante ánimo de revancha. Este fue el caso de muchos de los vecinos de Vejer, Alcalá de los Gazules, Arcos, Medina Sidonia y Lebrija, que tras un ataque en 1283 en el que los norteafricanos se llevaron más de dos mil cautivos para venderlos como esclavos, se alistaron en las filas almogávares.
Además del saqueo, se dedicaban a otro tipo de actividades. En cuanto se detectaban grupos de salteadores granadinos internados en territorio cristiano, se ponían al acecho en lugares de paso obligado o en las fuentes donde habrían de proveerse de agua, con el fin de sorprenderlos en cuanto pasaban por estos lugares. Esta actividad era muy agradecida y recompensada por los municipios de toda la frontera, como Murcia u Orihuela.
Cuando los almogávares se desplegaban en el interior era muy difícil que cualquier posible enemigo pudiera pasar a no ser que se tratase de un contingente importante de tropas o alguien que conocía muy bien el territorio y pasase noches y campos a través. En abril de 1309, cuando la guerra entre Castilla y Granada ya se había iniciado y antes de que la Corona de Aragón también declarara la guerra a Granada, los caminos del reino de Murcia estaban tan llenos de almogávares que Pedro López de Ayala, que gobernaba el reino, desaconsejó el paso a los embajadores del rey de Granada que volvían de la corte de Jaime II, porque aseguró que serían capturados, aunque llevaran guía. Por ello, finalmente fueron acompañados por moros de la procuración de Orihuela, que los trajeron de noche y por lugares poco transitados, hacia Granada a través del reino de Murcia.
Los almogávares solían también trabajar para los servicios de espionaje y vigilancia, que dependían de los municipios o los oficiales reales, y que eran vitales para la defensa de la frontera con los sarracenos. El servicio de vigilancia de la frontera se basaba en dos redes de vigías fijos en las montañas con buena visibilidad, una en la procuración de Orihuela y otra en la procuración valenciana « allende el Júcar», en la antigua frontera del reino de Valencia, es decir, en la zona cercana a la línea Busot - Biar. La misión de los vigías consistía en observar posibles entradas de enemigos y avisar de este hecho mediante señales de humo durante el día o de fuego por la noche; estas señales se transmitían de una vigilancia a otra, de modo que, al cabo de poco rato, todo el territorio podía ser prevenido.Otros puntos de vigilancia estaban situados en los principales caminos, donde la misión de los que hacían guardia consistía en evitar los numerosos atracos que se producían contra los caminantes, también en los puertos montañosos, los vados de los ríos, especialmente el vado del Cañaveral del Segura, cerca de Cieza, por donde solían atravesar el río las guerrillas o los ejércitos enemigos. En tiempos de guerra, la vigilancia era reforzada con escuchas, encargados de la vigilancia nocturna, que tenían que saber reconocer de oído la aproximación del enemigo, y otros encargados de observar cualquier anormalidad y dar seguridad a la gente.
A veces, los municipios requerían los servicios de los almogávares para seguir el rastro de salteadores granadinos, que ellos sabían identificar porque con el fin de no hacer ruido cuando entraban a tierra cristiana, solían sustituir las herraduras de hierro de los caballos por otras de esparto, que dejaban unas huellas singulares y a menudo pedazos del material de confección.
Las actividades por libre de los almogávares originaban numerosos conflictos diplomáticos con Granada, porque no solían respetar las paces firmadas. Los almogávares valencianos también eran motivo de fricciones con Castilla, bien porque a menudo las represalias granadinas que después de una incursión de almogávares valencianos, ejercían contra las poblaciones murcianas fronterizas, bien porque los almogávares valencianos o los murcianos habían causado daños en el territorio vecino.

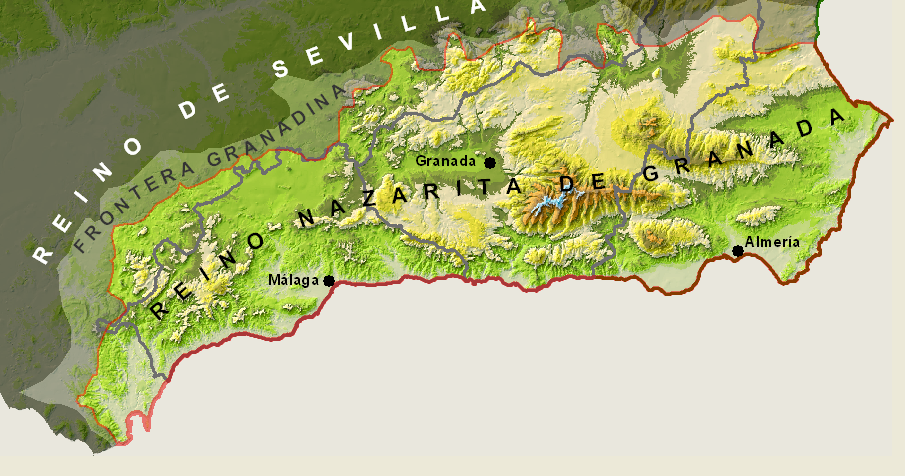
Límites del reino nazarita de Granada.

### Guerra de Granada
Los adalides almogávares tuvieron un papel importante en este conflicto, ya que eran los que mejor conocían el territorio y la forma de combatir de los granadinos al estar familiarizados con ellos. A su mando se pusieron las huestes de hidalgos procedentes de Oviedo. También son nombrados por Diego Hurtado de Mendoza en «Guerra de Granada»:

Llaman adalides en lengua castellana a las guias y cabezas de gente del campo, que entran a correr tierra de enemigos; y a la gente llamaban almogavares, antiguamente fue calificado el cargo de adalides; elegianlos sus almogavares; saludabanlos por su nombre levantandolos en alto de pies en un escudo; por el rastro conocen las pisadas de cualquiera fiera o persona, y con tanta presteza que no se detienen a conjeturar; resolviendo por señales, a juicio de quien las mira livianas, mas al suyo tan ciertas, que cuando han encontrado con lo que buscan, parece maravilla o envahimiento.

Uno de estos adalides, de estirpe leonesa y llamado Ortega de Prado, que había participado en la lucha de la Corona de Aragón contra Francia librada en Cataluña, participó en la decisiva toma del alcázar de Alhama la noche siguiente al 27 de febrero de 1482, cuando echó unas escalas, subió a la muralla, degolló a los desprevenidos centinelas y ocupó la torre con los soldados que tras él subieron, abriendo los portones para que entrara en su interior el grueso del ejército atacante y tomara el resto de la ciudad. La misma estrategia siguió en la toma de Zahara, aunque en este caso fueron detectados y solo pudieron resistir después de una ardua defensa. También es mencionada la presencia de almogávares, de origen navarro y aragonés, en los combates para la toma de Loja, que con valor y sufriendo pérdidas tomaron una cuesta próxima a la ciudad de gran interés estratégico para su toma.

### Norte de África
Los primeros almogávares que actuaron aquí fueron aquellos de la Corona de Aragón, especialmente los que bajo el reinado de Pedro III el Grande y comandados por Roger de Lauria hicieron varias incursiones en la costa de Túnez. Ramón Muntaner recoge algunos de estos combates, como el de la ocupación de la isla de Yerba.
Una vez conquistada Granada, contingentes almogávares veteranos de dicha guerra embarcan hacia la conquista de las plazas costeras africanas, refugio de piratas y corsarios.

### Otros conflictos
Juan I de Castilla, en tiempos próximos a la batalla de Aljubarrota contra Portugal, solicitaba la llegada rápida de «dichos almogávares». También huestes de almogávares murcianos intervinieron en los inicios del reinado de los Reyes Católicos frente a la oposición nobiliaria encabezada por el marqués de Villena en su defensa de los derechos de los derechos de la hija de Enrique IV.

## Presencia en Portugal
Existen abundantes menciones a la existencia de almogávares en el Reino de Portugal, quienes tuvieron un papel decisivo en las campañas africanas en las que se vieron inmersos en los siglos XV y XVI, donde almogávares y almocadenes vigilaban las fronteras del África portuguesa. Su graduación militar, exactamente la misma que la de sus homólogos castellanos y aragoneses, se encuentra recopilada en las Ordenanzas Alfonsinas, y en la Crónica del Rey Manuel se cuenta como «mandaron correr a los almogávares (...) para atacar a los moros».

## Alianzas y enfrentamientos entre almogávares de Castilla y Aragón
En la frontera entre el reino de Murcia y el de Valencia, esto es, en las zonas que rodeaban los enclaves de Lorca y Orihuela (hoy provincias de Murcia y Alicante respectivamente), coincidieron en un espacio reducido almogávares pertenecientes a las coronas de Castilla y Aragón, durante los siglos XIV y XV. Entre estos había una rivalidad y llegaron a enfrentarse en los conflictos que enfrentaron a ambos reinos, como en la Guerra de los Dos Pedros, sin faltar en estos los cambios de bando. Las desavenencias fronterizas estaban generalmente causadas por la toma de animales de los naturales de un reino en otro, por entradas a cazar, a hacer carbón y las tomas de personas.
Sin embargo, cuando las incursiones granadinas resultaban especialmente frecuentes y devastadoras, hubo acuerdos de defensa común entre los dos reinos, como los firmados en 1383 por el adelantado de Lorca y el gobernador de Orihuela para desplegar almogávares desde el mar hasta Moratalla para frenar las razzias procedentes del sur. Los acuerdos de este tipo se sucedieron, al igual que los de ataque conjunto, como una campaña contra Granada en julio de 1315 y otra más en agosto del año siguiente en tiempo de hostilidades abiertas con este reino. Ese mismo mes, Castilla firmó una tregua unilateral con Granada y algunos almogávares de Castilla se ofrecieron pasar al servicio de la Corona de Aragón y seguir haciendo la guerra a los moros desde Orihuela y otros lugares fronterizos.

## Declive
El fin de las grandes guerras de expansión en la península ibérica, quedando únicamente el Reino de Granada por conquistar, significó la progresiva disminución del número de almogávares, y que estos quedasen relegados a dicha frontera. Si bien la frontera granadina ofrecía buenas oportunidades de ganancia, internarse en la misma no era tan rentable como antes, ya que de los moros atrapados, la mayoría acababan siendo esclavos y su precio no justificaría el arriesgarse a cruzar la frontera para capturarlos. Además, en tiempos de paz los oficiales reales vigilaban estrechamente estas actividades, de manera que resultaba muy difícil vender a esos cautivos como esclavos.
Esto tuvo varias repercusiones. Por un lado, la figura del almogávar fue transmutándose en la del ballestero de monte y la del cazador de cabezas, de funciones principalmente defensivas contra los frecuentes ataques procedentes de Granada. Por otro, significó la deriva hacia el bandolerismo de otros almogávares.
Algunos almogávares oriolanos descubrieron pronto que, puestos a actuar en la ilegalidad, era mucho más seguro hacer las incursiones en propio territorio, donde también había moros, los de las comunidades islámicas que en el tiempo de la conquista habían aceptado el dominio cristiano. Los almogávares hacían prisioneros a miembros de estas comunidades, escondían a las víctimas en cuevas y pedían rescate o bien las vendían como cautivos lejos de allí. A menudo estos almogávares actuaban, no en el propio territorio, sino en el de Murcia los almogávares oriolanos y en el de Orihuela los almogávares murcianos, a fin de asegurar mejor su impunidad y complicar la posible persecución ulterior. Para obrar así encontraban justificaciones morales en las sospechas que pesaban contra los moros del reino, acusados de ayudar a los correligionarios granadinos en las incursiones por territorio cristiano. A nivel popular, además, la distinción entre moros enemigos y moros que no lo eran no resultaba muy clara. Los almogávares que practicaban este delito de plagio o «collera», consistente en tomar una persona libre para venderla como esclava, eran llamados collerats. Los almogávares se dedicaron tan a menudo a esta actividad que la palabra almogávar llegó a ser sinónimo de collerat. Una carta del 1400, por ejemplo, habla como «alscuns hijos de iniquidad appellats vulgarmente almugàvers o cullerats» . Algunos grupos de almogávares también cometían abusos contra la población cristiana, como cuando en mayo de 1296 se buscaba un niño cristiano de cinco años, llamado Justet que, junto con unos sarracenos, había sido cautivado por almogávares en la huerta de Murcia y vendido como cautivo sarraceno. También en mayo, Jaime II ordenó la restitución de unos animales presos y vendidos por algunos almogávares y que resultó que pertenecían a tres caballeros catalanes. En junio, el mismo rey mandaba que fueran liberados los sarracenos de la Daia y las vacas, yeguas y todo otro ganado que los pertenecía, tomados todos por almogávares. Estas prácticas delictivas hicieron caer en un gran descrédito a los almogávares.
Otras veces los adalides, siendo buenos conocedores de las rutas utilizadas para penetrar sin ser vistos a territorio hostil, y por lo tanto también en sentido contrario, renegaban convirtiéndose al islam y se pasaban a servir al otro lado de la frontera. No debía ser un cambio difícil pues aunque ser adalid era un cargo cargado de honor y recompensas, pasarse al otro lado solo implicaba cambiar el punto de partida y seguir recorriendo los mismos caminos pero a la inversa, jugándose el tipo de la misma manera que se lo jugaría de seguir siendo fiel al Reino de Murcia pero la posibilidad de ganar mayores sumas recompensaría el cambio. Estos almogávares renegados representaban un gran peligro, mayor incluso al de los moros, debido a su conocimiento del terreno, y los concejos ofrecían elevadas sumas de dinero para su captura, aplicándoles los peores castigos de ser atrapados con vida. En ocasiones también trataban de hacerles volver a su bando, ofreciéndoles perdones y contraofertas.
En el ámbito militar, su importancia fue disminuyendo con el paso de tiempo. Los almogávares dejaron de ser la infantería de choque que habían sido y fueron convirtiendo en contingentes mucho más reducidos, usados para tareas especiales, que hoy en día diríamos de comandos: tareas de exploración a la vanguardia de los ejércitos, infiltración en el terreno enemigo para espiar, vigilancia de caminos y pasos, y de los alrededores de los campamentos militares, tareas de correos si las comunicaciones eran peligrosas, intercepción de los correos y los convoyes de avituallamiento del enemigo, etc. Para todas estas tareas, los almogávares poseían cualidades naturales afinadas por la experiencia: coraje, astucia, decisión, fácil orientación sobre el terreno, resistencia y ligereza para caminar por la montaña y de noche si era necesario, capacidad para interpretar rastros y seguirlos o para identificar ruidos sospechosos durante la noche.
Todas las guerras del siglo XIV vieron aún contingentes de almogávares incorporados al ejército, aunque las cifras fueron disminuyendo poco a poco. En el siglo XV, fueron reclamados contingentes muy reducidos, de treinta o cuarenta para tareas de exploración. La conquista de Granada en 1492, eliminó la frontera sarracena e hizo desvanecerse definitivamente el tipo de vida que había sido consustancial a los almogávares, quienes desaparecieron.

## Legado almogávar en la cultura contemporánea
Recientemente, además de haber sido rescatados del pasado para ser representados en numerosas comparsas y desfiles de fiestas populares, los almogávares han inspirado algunas obras de ficción y festividades populares:

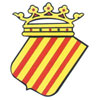
Emblema de la Comparsa de Almogávares de Villena.

Guion de la Brigada «Almogávares» VI de Paracaidistas.

- En 1958 el escritor Ramón J. Sender escribió y publicó la novela Bizancio, ambientada durante la epopeya almogávar.[71][72]
- En 1979 se publica «Beltrán, un templario en el exilio», del escritor William Watson, en el que entre los personajes principales se encuentran dos almogávares., Beltrán, un templario en el exilio, Edhasa,ISBN 9788435005272
- En enero de 1995 la hoy en día desaparecida editorial barcelonesa Joc Internacional publicó el juego de rol Almogàvers, creado por Enric Grau.[73] Además de ser el primer juego de rol enteramente redactado en catalán, Almogàvers ambienta su universo de juego en el período de las incursiones almogávares.
- En 2006 fue estrenada la película Tirante el Blanco, de Vicente Aranda. A pesar de pertenecer a una época ligeramente posterior a la de los almogávares el personaje de Tirante el Blanco se inspira parcialmente en el jefe almogávar Roger de Flor y la película está históricamente situada en el período de la pérdida de Constantinopla, ciudad de destino habitual de las expediciones almogávares.
- En 2008 se publica la primera edición de la novela histórica La promesa del almogávar de Francisco Oliver Jarque donde se narra el periplo de los almogávares peninsulares durante un periodo de la Reconquista.
- En 2010 se publica la novela  El Renacer de un Imperio de Abraham Bernal y Jordi Martínez, que narra el principio del reinado de Jaime I de Aragón. En ella se relata como supuestamente empiezan los Almogávares a servir a ese rey y desde entonces participarían en todas las acciones militares del Conquistador. En la novela participan en un supuesto rescate del rey en Tortosa.
- En el videojuego Assassin's Creed Revelations, producido por Ubisoft, aparece una unidad llamada «almogávar bizantino», basada en los almogávares, si bien se trata de un anacronismo ya que este videojuego está ambientado en la Constantinopla otomana del siglo XVI, cuando en realidad los almogávares que allí sirvieron lo hicieron dos siglos antes. Además, aparecen representados como guerreros de armadura pesada, al contrario que los almogávares reales que eran infantería ligera.
- En febrero de 1965 se funda la Brigada Paracaidista Almogávares VI, heredera de la Agrupación de Banderas Paracaidistas,  recibiendo su nombre de los guerreros del siglo XIII.[74]
- Actualmente los almogávares son una de las comparsas o filás más populares de las fiestas de moros y cristianos, desde la fundación de la Comparsa de Almogávares de Villena, en 1953.
- Lurte, grupo aragonés de folk metal, evoca a los almogávares en su música.
- La Filá Astures de Alcoy, fundada por José Blanes, cambia de nombre e idiosincrasia pasando a convertirse en la Filá Almogávers en 1969, participando ininterrumpidamente en las fiestas de Moros y Cristianos de Alcoy desde entonces.
- En 1990 se fundó en Caravaca de la Cruz el grupo de las Huestes Almogávares de Aragón, perteneciendo al Bando Cristiano. Este grupo festero, participa desde su fundación como uno de los grupos más activos y más presentes en las fiestas en honor a la Santísima Cruz de Caravaca.
- En la primera década del siglo XXI surgieron asociaciones de Recreación Histórica que desde entonces se dedican a reconstruir el atuendo y armas de los almogávares históricos, y tienen su exponente a través de internet en el Foro http://almogavares.foroa.org/ (enlace roto disponible en Internet Archive; véase el historial, la primera versión y la última)..
- En 2011, se fundó el grupo de folk aragonés Ixera (Companyía Almugávar), quienes recrean las vestimentas y aspecto de los almogávares a la vez que tocan folk aragonés: https://www.facebook.com/pg/IxeraCompanyiaAlmugavar